# アメリカ合衆国共和党全国大会の一覧

共和党全国大会が開催された州

以下は、アメリカ合衆国における共和党全国大会の一覧 (list of Republican National Conventions) である。4年に1度開催されるこの大会は、共和党の大統領・副大統領候補を指名する大会である。

## 共和党全国大会の一覧
注：指名候補者が同年の大統領選挙で勝利した大会はピンク色で示す。
| 開催期間             | 会場                                                            | 投票回数 | 大統領候補                                         | 副大統領候補                                     |
| -------------------- | --------------------------------------------------------------- | -------- | -------------------------------------------------- | ------------------------------------------------ |
| 1856年6月17-19日     | ミュージカル・ファンド・ホール （フィラデルフィア）             | 2        | ジョン・C・フレモント （カリフォルニア州）         | ウィリアム・L・デイトン （ニュージャージー州）   |
| 1860年5月16-18日     | ウィグワム （シカゴ）                                           | 3        | エイブラハム・リンカン （イリノイ州）              | ハンニバル・ハムリン （メイン州）                |
| 1864年6月7-8日       | フロント・ストリート・シアター （ボルティモア）                 | 1        | エイブラハム・リンカン （イリノイ州）              | アンドルー・ジョンスン （テネシー州）            |
| 1868年5月20-21日     | クロスビーズ・オペラ・ハウス （シカゴ）                         | 1        | ユリシーズ・S・グラント （イリノイ州）             | スカイラー・コルファクス （インディアナ州）      |
| 1872年6月5-6日       | 音楽アカデミー （フィラデルフィア）                             | 1        | ユリシーズ・S・グラント （イリノイ州）             | ヘンリー・ウィルスン （マサチューセッツ州）      |
| 1876年6月14-16日     | 博覧会ホール （シンシナティ）                                   | 7        | ラザフォード・B・ヘイズ （オハイオ州）             | ウィリアム・A・ウィーラー （ニューヨーク州）     |
| 1880年6月2-8日       | 州際博覧会ビル （シカゴ）                                       | 36       | ジェームズ・A・ガーフィールド （オハイオ州）       | チェスター・A・アーサー （ニューヨーク州）       |
| 1884年6月3-6日       | 博覧会ホール （シカゴ）                                         | 4        | ジェームズ・G・ブレイン （メイン州）               | ジョン・A・ローガン （イリノイ州）               |
| 1888年6月19-25日     | 公会堂ビル （シカゴ）                                           | 8        | ベンジャミン・ハリスン （インディアナ州）          | リーヴァイ・P・モートン （ニューヨーク州）       |
| 1892年6月7-10日      | 産業博覧会ビル （ミネアポリス）                                 | 1        | ベンジャミン・ハリスン （インディアナ州）          | ホワイトロウ・リード （ニューヨーク州）          |
| 1896年6月16-18日     | セイント・ルイス博覧会・音楽ホール （セイント・ルイス           | 1        | ウィリアム・マッキンリー （オハイオ州）            | ギャレット・A・ホバート （ニュージャージー州）   |
| 1900年6月19-21日     | コンヴェンション・ホール （フィラデルフィア）                   | 1        | ウィリアム・マッキンリー （オハイオ州）            | セオドア・ローズヴェルト （ニューヨーク州）      |
| 1904年6月21-23日     | シカゴ体育館 （シカゴ）                                         | 1        | セオドア・ローズヴェルト （ニューヨーク州）        | チャールズ・W・フェアバンクス （インディアナ州） |
| 1908年6月16-19日     | シカゴ体育館 （シカゴ）                                         | 1        | ウィリアム・H・タフト （オハイオ州）               | ジェームズ・S・シャーマン （ニューヨーク州）     |
| 1912年6月18-22日     | シカゴ体育館 （シカゴ）                                         | 1        | ウィリアム・H・タフト （オハイオ州）               | ジェームズ・S・シャーマン （ニューヨーク州）     |
| 1916年6月7-10日      | シカゴ体育館 （シカゴ）                                         | 3        | チャールズ・E・ヒューズ （ニューヨーク州）         | チャールズ・W・フェアバンクス （インディアナ州） |
| 1920年6月8-12日      | シカゴ体育館 （シカゴ）                                         | 10       | ウォーレン・G・ハーディング （オハイオ州）         | カルヴァン・クーリッジ （マサチューセッツ州）    |
| 1924年6月10-12日     | 公会堂 （クリーブランド）                                       | 1        | カルヴァン・クーリッジ （マサチューセッツ州）      | チャールズ・G・ドーズ （イリノイ州）             |
| 1928年6月12-15日     | コンヴェンション・ホール （カンザス・シティ）                   | 1        | ハーバート・C・フーヴァー （カリフォルニア州）     | チャールズ・カーティス （カンザス州）            |
| 1932年6月14-16日     | シカゴ・スタジアム （シカゴ）                                   | 1        | ハーバート・C・フーヴァー （カリフォルニア州）     | チャールズ・カーティス （カンザス州）            |
| 1936年6月9-12日      | 公会堂 （クリーブランド）                                       | 1        | アルフレッド・M・ランドン （カンザス州）           | フランク・ノックス （イリノイ州）                |
| 1940年6月24-28日     | コンヴェンション・ホール （フィラデルフィア）                   | 6        | ウェンデル・L・ウィルキー （ニューヨーク州）       | チャールズ・L・マクナリー （オレゴン州）         |
| 1944年6月26-28日     | シカゴ・スタジアム （シカゴ）                                   | 1        | トマス・E・デューイ （ニューヨーク州）             | ジョン・W・ブリッカー （オハイオ州）             |
| 1948年6月21-25日     | コンヴェンション・ホール （フィラデルフィア）                   | 3        | トマス・E・デューイ （ニューヨーク州）             | アール・ウォーレン （カリフォルニア州）          |
| 1952年7月7-11日      | 国際円形競技場 （シカゴ）                                       | 1        | ドワイト・D・アイゼンハウアー （ニューヨーク州）   | リチャード・M・ニクスン （カリフォルニア州）     |
| 1956年8月20-23日     | カウ・パレス （サン・フランシスコ）                             | 1        | ドワイト・D・アイゼンハウアー （ペンシルベニア州） | リチャード・M・ニクスン （カリフォルニア州）     |
| 1960年7月25-28日     | 国際円形競技場 （シカゴ）                                       | 1        | リチャード・M・ニクスン （カリフォルニア州）       | ヘンリー・C・ロッジ （マサチューセッツ州）       |
| 1964年7月13-16日     | カウ・パレス （サン・フランシスコ）                             | 1        | バリー・M・ゴールドウォーター （アリゾナ州）       | ウィリアム・E・ミラー （ニューヨーク州）         |
| 1968年8月5-8日       | コンヴェンション・センター （マイアミ・ビーチ）                 | 1        | リチャード・M・ニクスン （カリフォルニア州）       | スパイロ・T・アグニュー （メリーランド州）       |
| 1972年8月21-23日     | コンヴェンション・センター （マイアミ・ビーチ）                 | 1        | リチャード・M・ニクスン （カリフォルニア州）       | スパイロ・T・アグニュー （メリーランド州）       |
| 1976年8月16-19日     | ケンパー・アリーナ （カンザス・シティ）                         | 1        | ジェラルド・R・フォード （ミシガン州）             | ロバート・J・ドール （カンザス州）               |
| 1980年7月14-17日     | ジョー・ルイス・アリーナ （デトロイト）                         | 1        | ロナルド・W・リーガン （カリフォルニア州）         | ジョージ・H・W・ブッシュ （テキサス州）          |
| 1984年8月20-23日     | リユニオン・アリーナ （ダラス）                                 | 1        | ロナルド・W・リーガン （カリフォルニア州）         | ジョージ・H・W・ブッシュ （テキサス州）          |
| 1988年8月15-18日     | ルイジアナ・スーパードーム （ニューオーリンズ）                 | 1        | ジョージ・H・W・ブッシュ （テキサス州）            | ダン・クエール （インディアナ州）                |
| 1992年8月17-20日     | アストロドーム （ヒューストン）                                 | 1        | ジョージ・H・W・ブッシュ （テキサス州）            | ダン・クエール （インディアナ州）                |
| 1996年8月12-15日     | コンヴェンション・センター （サン・ディエゴ）                   | 1        | ロバート・J・ドール （カンザス州）                 | ジャック・ケンプ （メリーランド州）              |
| 2000年7月31日-8月3日 | ファースト・ユニオン・センター （フィラデルフィア）             | 1        | ジョージ・W・ブッシュ （テキサス州）               | リチャード・B・チェイニー （ワイオミング州）     |
| 2004年8月30日-9月2日 | マディスン・スクエア・ガーデン （ニュー・ヨーク）               | 1        | ジョージ・W・ブッシュ （テキサス州）               | リチャード・B・チェイニー （ワイオミング州）     |
| 2008年9月1-4日       | エクセル・エナジー・センター （セイント・ポール）               | 1        | ジョン・S・マケイン （アリゾナ州）                 | サラ・L・ペイリン （アラスカ州）                 |
| 2012年8月27-30日     | セント・ピート・タイムズ・フォーラム （タンパ）                 | 1        | ウィラード・M・ロムニー （マサチューセッツ州）     | ポール・D・ライアン （ウィスコンシン州）         |
| 2016年7月18-21日     | クイックン・ローンズ・アリーナ （クリーブランド）               | 1        | ドナルド・J・トランプ （ニューヨーク州）           | マイク・ペンス （インディアナ州）                |
| 2020年8月24-27日     | バイスター・ベテランズ・メモリアル・アリーナ （ジャクソンビル） | 1        | ドナルド・J・トランプ （フロリダ州）               | マイク・ペンス （インディアナ州）                |
| 2024年7月15-18日     | ファイサーブ・フォーラム （ミルウォーキー）                     | 1        | ドナルド・J・トランプ （フロリダ州）               | J・D・ヴァンス （オハイオ州）                    |
| 2028年               | トヨタセンター （ヒューストン）                                 | TBD      | TBD                                                | TBD                                              |